# Tentative de coup d'État de 2002 en Côte d'Ivoire
La tentative de coup d'État de 2002 en Côte d'Ivoire est un coup d'État manqué en Côte d'Ivoire contre le gouvernement de Laurent Gbagbo par des factions dissidentes au sein de l'armée ivoirienne qui plonge le pays dans une guerre civile de plusieurs années qui le déchire en deux : le Nord, aux mains des rebelles, et le Sud contrôlé par le gouvernement. Les motifs de la tentative de coup d'État incluent les frustrations concernant la démobilisation des soldats mis en place sous le règne du général Robert Guéï et connus pour leur loyauté envers lui. Alors que beaucoup d'entre eux partent comme ordonné, ils refusent de rendre leurs armes, les cachant apparemment pour la prochaine tentative de coup d'État.

## Déroulement
Impliquant jusqu'à 800 soldats, la tentative de coup d'État débute dans la nuit du 19 septembre 2002, lorsque les forces rebelles attaquent trois villes (Abidjan, Bouaké et Korhogo) et parviennent à prendre le contrôle de Bouaké et Korhogo tout en étant repoussées par les forces gouvernementales à Abidjan. Au cours de la bataille d'une journée à Abidjan, le général Robert Guéï ainsi qu'une grande partie de sa famille sont tués par les forces gouvernementales, croyant à tort qu'il est celui qui a orchestré le coup d'État. Les forces rebelles précisent plus tard qu'elles n'ont aucun lien politique avec le général.

## Conséquences
N'ayant pas réussi à prendre le contrôle, les forces rebelles se retirent dans le nord, à majorité musulmane, où elles réussissent à recueillir un large soutien au sein de la population locale. Le nord, habité par des immigrants des pays voisins, est considéré comme étranger et utilisé comme bouc émissaire des problèmes du pays, provoquant un sentiment de marginalisation et un manque de représentation de la part du gouvernement basé dans le sud. Se nommant eux-mêmes Mouvement patriotique de Côte d'Ivoire (MPCI), les objectifs déclarés des rebelles sont de s'emparer d'Abidjan, de renverser le gouvernement et d'organiser de nouvelles élections. Pendant ce temps, le long de la frontière libérienne, de nouveaux groupes rebelles, nommés Mouvement populaire ivoirien du Grand Ouest (MPIGO) et Mouvement pour la justice et la paix (MPJ), lancent des attaques et capturent les villes de Man et Danane, prétendant combattre contre le gouvernement de Laurent Gbagbo afin de venger la mort du général Robert Guéï. En décembre 2002, le MPIGO et le MPJ fusionnent avec le MPCI, formant les Forces nouvelles.
Les premiers efforts de médiation qui suivent le début de la rébellion permettent de conclure des accords de cessez-le-feu, mais ceux-ci échouent souvent en raison de la méfiance mutuelle entre les deux parties, conduisant à la poursuite des combats. L'accord de Linas-Marcoussis de 2003, facilité par la France, vise à établir un gouvernement de partage du pouvoir et à désarmer les forces rebelles. La mise en œuvre est cependant lente et incomplète, entraînant des combats intermittents. Un règlement global est finalement conclu en 2007 avec l'accord de paix de Ouagadougou qui met officiellement fin à la guerre civile.